# Cayo Guillermo
Cayo Guillermo ist eine etwa 15 km² große Insel im Atlantischen Ozean, unmittelbar vor der Nordküste Kubas gelegen. Sie ist eine der kleinsten Inseln des Archipels der Jardines del Rey, welcher der im Zentrum der Inselrepublik gelegenen Provinz Ciego de Ávila zugeordnet ist.
Cayo Guillermo ist wie die größere Nachbarinsel Cayo Coco touristisch erschlossen und über ein Straßensystem mit Cayo Coco und Cayo Paredón Grande verbunden. Die Verbindung zum kubanischen Festland erfolgt über einen etwa 17 km langen Steindamm von Cayo Coco aus.
Die Entfernung von Cayo Guillermo zum internationalen Flughafen Jardines del Rey (CCC) beträgt ca. 40 km. Eine Fahrt nach Morón dauert ca. 70 Minuten, nach Ciego de Ávila muss man gut zwei bis zweieinhalb Stunden rechnen. Per Seeweg ist die Insel sowie die Inselkette Jardines del Rey über den Grenz- und Jachthafen Cayo Guillermo erreichbar.
Das touristisch erschlossene Gebiet auf Cayo Guillermo umfasst zurzeit (Stand: Dezember 2010) vier Hotelanlagen, die unmittelbar nebeneinander nordöstlich an der atlantischen Meerseite liegen. Zusätzlich ist der im äußersten Norden der Insel gelegene Strand Playa Pilar zugänglich, der als einer der schönsten und feinsandigsten Sandstrände Kubas gilt. Cayo Guillermo sind etliche winzige Inselchen vorgelagert: im Westen die Cayos hijos Guillermo (auch Cayos hijos de Felipe), und daran anschließend von West nach Ost die Inseln Cayo media luna (Ernest Hemingway nennt sie in seinem Roman Inseln im Strom „Halbmondinsel“), Cayo Felipito, Cayo Felipe und El perro („Hundeinsel“). Zwischen und vor diesen Inselchen erstreckt sich ein Korallenriff. Eine Verbindung zur Insel Media luna, einem guten Ort zum Tauchen und Schnorcheln, besteht von der Playa Pilar aus; zahlreiche Tauchspots im Korallenriff werden ebenfalls angefahren.
Im Norden der Insel – zur atlantischen Seite gerichtet – erstreckt sich ein kilometerlanger feinweißer Sandstrand, der nur von einer Steilbucht unterbrochen wird, um im Westen der Insel wieder als feinweißer Sandstrand zu enden. Dem Strand weit vorgelagert sind diverse Korallenriffe.
Der Showdown von Ernest Hemingways Roman Inseln im Strom spielt auf den kleinen, Cayo Guillermo gegen Westen und Nordwesten vorgelagerten Inselchen und in den dazwischen liegenden Untiefen. Wenn zuvor das Schiff auf Cayo Guillermo zusteuert, legt Hemingway seinem Protagonisten Thomas Hudson folgende Worte in den Mund:
„Seht ihr das große Korallenriff an Steuerbord, das eben aus dem Wasser guckt? Das ist nichts für uns, meine Herren. Und westlich davon liegt Guillermo. Eine grüne Insel, höchst verheißungsvoll.“
Im Süden der Insel erstreckt sich eine faszinierende Mangrovenlandschaft, die mit dem Motorboot erkundet werden kann. Schnorcheln ist dort in ausgewählten Gebieten möglich.
Cayo Guillermo, genauso wie Cayo Coco und Cayo Paredón Grande, ist nur für Touristen und Mitarbeiter der einzelnen Hotels sowie der kubanischen Polizei zugänglich. Vom kubanischen Festland aus existiert am Beginn des Steindamms eine Pass- und Aufenthaltskontrolle.